# ژنگ ژی
ژنگ ژی (انگلیسی: Zheng Zhi؛ زادهٔ ۲۰ اوت ۱۹۸۰) بازیکن فوتبال اهل چین است.این بازیکن با ۱۰ قهرمانی پرافتخارترین بازیکن لیگ چین است.